# Gare de Bordeaux-Passerelle
Pour les articles homonymes, voir Gare de Bordeaux.
La gare de Bordeaux-Passerelle était une gare ferroviaire française dans le département de la Gironde. Située sur le quai de la Souys à Bordeaux-Bastide, au pied sud-est de la passerelle Eiffel, elle servait de terminus à la ligne de Bordeaux à La Sauve.
Elle est mise en service au printemps 15 mai 1873 par la Compagnie du Chemin de fer de Bordeaux à La Sauve. Elle était prolongée par une petite gare maritime en bordure de Garonne.

## Situation ferroviaire
Établie à 4 mètres d'altitude, la gare de Bordeaux-Passerelle est une gare terminus en impasse au point kilométrique (PK) 0,00 de la ligne de Bordeaux à La Sauve avant la gare de La Souys.
Elle était aussi desservie par le tramway de Bordeaux à Cadillac qui circulait sur les quais.

## Histoire
La gare de Bordeaux-Passerelle est mise en service en 1873 par la Compagnie du Chemin de fer de Bordeaux à La Sauve, c'est alors la gare d'origine de la ligne. À Monrepos, un embranchement permettait de rejoindre le raccordement du Midi en direction du Nord ou de la Bastide. 
La compagnie, reprise par l'État le 18 mai 1878 est finalement cédée le 28 juin 1883 à la compagnie du chemin de fer de Paris à Orléans (PO) qui décide de transférer le terminus de la ligne à la gare de Bastide-Orléans, et faire ainsi terminus commun avec la ligne Paris - Bordeaux. Le 14 août 1892, la modification du raccordement de Monrepos est effective et permet aux trains en provenance de La Sauve de rejoindre la gare PO de Bordeaux-Bastide via la gare de Bordeaux-Benauge. C'est pour cela qu'on parle désormais de ligne de Bordeaux-Benauge à La Sauvetat-du-Dropt.
L’ancien terminus de la Passerelle a perdu tout trafic passagers mais reste néanmoins affecté au trafic des marchandises, notamment vers les quais de la Garonne, jusqu'en 1960.